# Baraus stormvogel
Baraus stormvogel (Pterodroma baraui) is een vogel uit de familie van de stormvogels en pijlstormvogels (Procellariidae). Het is een bedreigde zeevogelsoort van de Indische Oceaan. Deze vogel is genoemd naar de Franse amateur-ornitholoog en landbezitter op Réunion, Armand Barau (1921-1989) die in april 1963 het type-exemplaar verzamelde.

## Kenmerken
De vogel is 38 cm lang. Het is een middelgrote stormvogel met een wit voorhoofd, zwarte kopkap,  dit zwart gaat over de nek en schouders geleidelijk over in grijsbruin over de rug en de bovenkant van de vleugels. De vleugeltoppen zijn bleekgrijsbruin. De staart is weer iets donkerder van kleur. Er is een redelijk goed zichtbaar M-patroon te zien over rug en vleugels. De vogel is van onder wit, alleen op de flanken zijn grijze vlekken. Opvallend is verder de smalle donkere achterrand van de ondervleugels.

## Verspreiding en leefgebied
De vogel broedt op het eiland Réunion en werd in 1991 broedend waargenomen op het eiland Rodriguez. Ze broeden op rotsige, spaarzaam begroeide richels in op door vulkanisme gevormde berghellingen. Buiten de broedtijd zwerven de vogels rond op volle zee in het oostelijk deel van de Indische Oceaan tot wel 5000 km van hun broedeilanden.

## Status
Baraus stormvogel heeft een beperkt broedgebied en daardoor is de kans op uitsterven aanwezig. De grootte van de populatie werd in 2018 door BirdLife International geschat op 30 tot 40 duizend volwassen individuen en de populatie-aantallen nemen af door habitatverlies maar vooral door predatie door verwilderde katten en ratten in de broedgebieden op hun eieren en kuikens. Om deze redenen staat deze soort als bedreigd op de Rode Lijst van de IUCN.